# Diplodus argenteus
Diplodus argenteus är en fiskart som först beskrevs av Valenciennes, 1830.  Diplodus argenteus ingår i släktet Diplodus och familjen havsrudefiskar.

## Underarter
Arten delas in i följande underarter:
- D. a. caudimacula
- D. a. argenteus